# Валера (лунный кратер)
Кратер Валера (лат. Valera) — маленький ударный кратер в западной части моря Дождей на видимой стороне Луны, в месте посадки космического аппарата Луна-17 с Луноходом-1. Название дано по уменьшительной форме русского мужского имени в честь оператора остро направленной антенны первого расчёта телеоператорного управления Луноходами Валерия Михайловича Сапранова и утверждено Международным астрономическим союзом в 2012 г. В связи с небольшим размером кратера по правилам МАС для него было выбрано личное имя, в отличие от наименований больших кратеров, называемых в честь конкретных учёных.

## Описание кратера

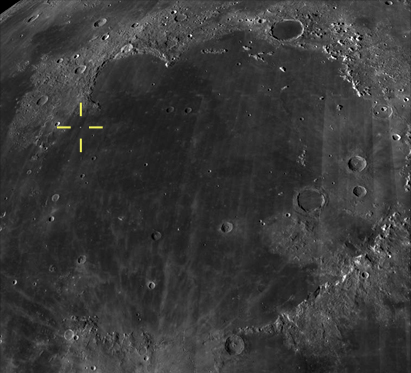
Месторасположение кратера на снимке Моря Дождей

Кратер находится приблизительно в 1400 метрах к северу-северо-западу от места посадки Луны-17. Кроме этого кратера на маршруте Лунохода-1 собственные имена получили кратеры Вася, Николя, Слава, Игорь, Костя, Витя, Гена, Боря, Коля, Леонид и Альберт. Селенографические координаты центра кратера 38°18′ с. ш. 35°00′ з. д. / 38,3° с. ш. 35° з. д., диаметр 0,1 км.
Кратер имеет чашеобразную форму и испещрен множеством еще более крохотных кратеров.

## Сателлитные кратеры
Отсутствуют